# Satyrium crassicaule
Satyrium crassicaule là một loài thực vật có hoa trong họ Lan. Loài này được Rendle miêu tả khoa học đầu tiên năm 1895.